# Visconde de Ferreira
Visconde de Ferreira é um título nobiliárquico criado por D. Maria II de Portugal, por Decreto de 22 de Junho de 1843, em favor de Joaquim Ferreira dos Santos, antes 1.° Barão de Ferreira e depois 1.° Conde de Ferreira.
Titulares
1. Joaquim Ferreira dos Santos, 1.° Barão, 1.º Visconde e 1.° Conde de Ferreira.